# Helmar Schubert

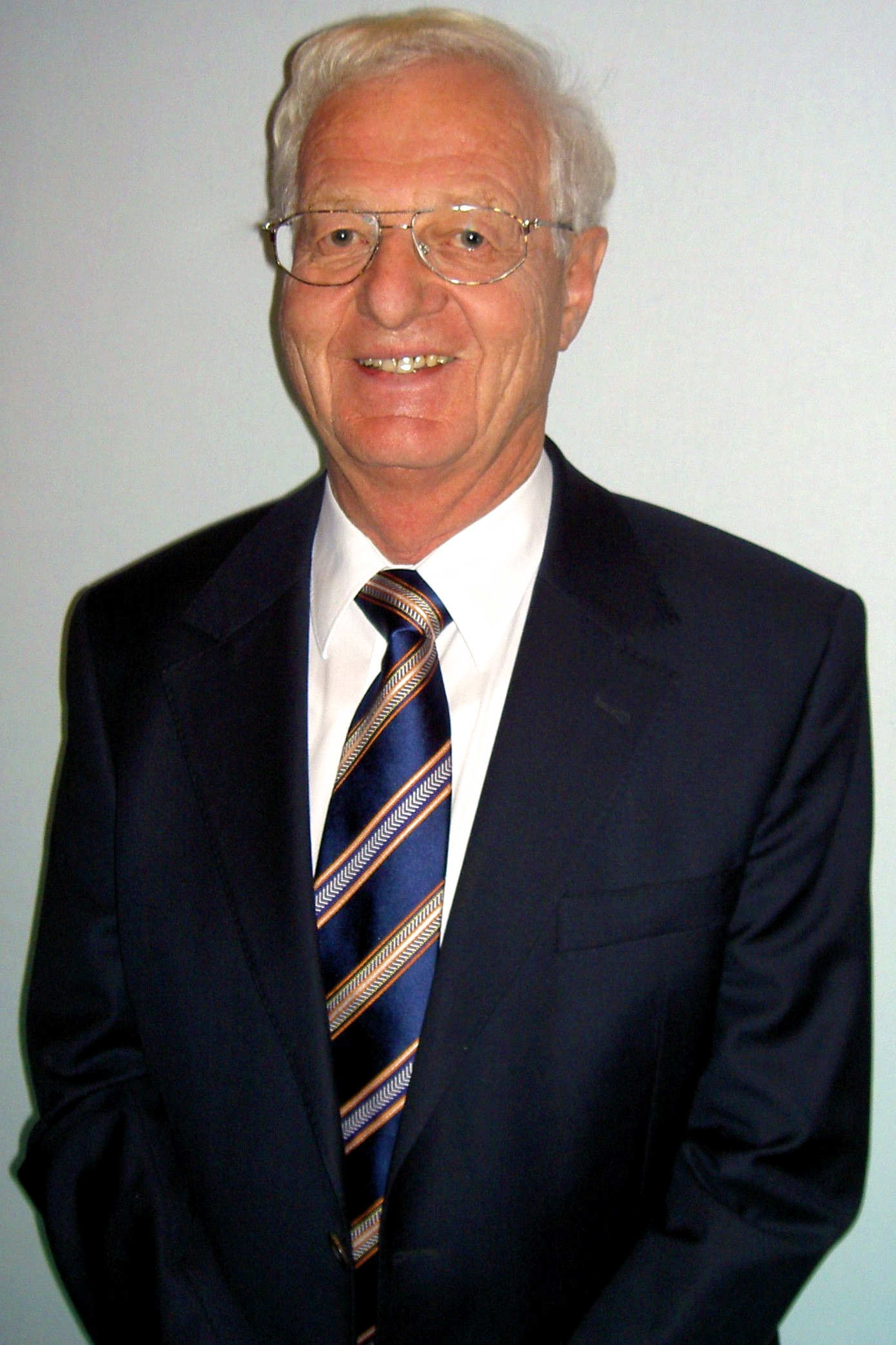
Helmar Schubert (2006)

Helmar Schubert (* 25. Februar 1939 in Berlin) ist ein emeritierter Professor für Lebensmittel-Verfahrenstechnik am Karlsruher Institut für Technologie. Bis zu seiner Emeritierung im Jahr 2004 war er Leiter des Instituts Bio- und Lebensmitteltechnik am KIT.

## Werdegang
Schubert studierte Maschinenbau und Verfahrenstechnik an der TU Berlin und Universität Karlsruhe. Er wurde als Student Mitglied der Berliner Burschenschaft Saravia. Er wurde 1972 bei Hans Rumpf im Bereich Chemieingenieurwesen promoviert und habilitierte sich dort im Jahr 1981. Seit 1986 bis zu seinem Ruhestand im April 2004 hatte er den Lehrstuhl für Lebensmittelverfahrenstechnik inne und war Leiter des gleichnamigen Instituts der Universität Karlsruhe (TH), heute KIT.
Schubert war außerdem Leiter des Instituts für Verfahrenstechnik der Bundesforschungsanstalt für Ernährung in Karlsruhe von 1977 bis 1991. Anschließend war er von 1982 bis 1984 Leiter der Bundesforschungsanstalten für Ernährung und GVC-Vorsitzender von 2001 bis 2004. Zudem war er von 2002 bis 2004 auch stellvertretender Vorsitzender der DECHEMA Gesellschaft für Chemische Technik und Biotechnologie e.V. Außerdem leitete er den GVC-Fachausschuss „Lebensmittelverfahrenstechnik“ und war Mitglied der Fachausschüsse „Grenzflächen“ sowie „Agglomerations- und Schüttguttechnik“.
Schubert ist seit 2001 Mitglied in der Berlin-Brandenburgischen Akademie der Wissenschaften. Er ist ebenfalls Mitglied der International Academy of Food Science and Technology sowie der Deutschen Akademie der Technikwissenschaften (Acatech). Helmar Schubert ist Gründungsmitglied der International Association for Engineering and Food IAEF und seit 2004 Vorsitzender der European Federation of Chemical Engineering EFCE Section on Food. Außerdem ist er als Autor für The European tätig.

## Ehrungen
2004 erhielt Schubert die Hans-Rumpf-Medaille der Gesellschaft für Chemische Technik und Biotechnologie DECHEMA für seine Verdienste um die Weiterentwicklung der Mechanischen Verfahrenstechnik und deren Einführung in die Lebensmittelverfahrenstechnik.

## Veröffentlichungen (Auswahl)
- Emulgiertechnik. Behr, Hamburg 2005, ISBN 3-89947-086-9.
- The Microwave Processing of Foods. Woodhead Publishing Ltd & CRC Press, Cambridge 2005, ISBN 1-85573-964-X, gemeinsam mit M. Regier.